# H2S-Gang
Der H2S-Gang ist ein chemischer Trennungsgang für Kationen der qualitativen Analytik. Aus einer Substanzmischung, der Ursubstanz oder Urprobe, werden durch spezifische Reagenzien chemisch ähnliche Kationen gruppenweise zur Fällung gebracht. Die Vorbedingung ist, dass alle Kationen in wässriger Lösung vorliegen müssen, was normalerweise in der Form von Nitraten der Fall ist. Der Niederschlag wird in weiterer Folge aufgetrennt und analysiert, mit dem Überstand, d. h. den in Lösung befindlichen Restkationen, wird weitergearbeitet und daraus die nächste Gruppe zur Fällung gebracht. Die Kationen im H2S-Gang werden in der Reihenfolge ihrer Fällung wie folgt eingeteilt:
- Silbergruppe: Ag+, Hg22+, Pb2+; Fällungsreagens: HCl
- Calciumgruppe: Ca2+, Sr2+, Ba2+ und Reste von Pb2+; Fällungsreagens: H2SO4
- Kupfer/Zinn-Gruppe: Cu2+, Hg2+, Bi3+; Sb3+, Sn2+; Fällungsreagens: H2S im Sauren (pH < 3)
- Eisengruppe: Fe3+, Al3+, Cr3+; Fällungsreagens: NH3
- Zinkgruppe: Co2+, Ni2+, Mn2+, Zn2+; Fällungsreagens: H2S im Basischen (pH > 8)
- Lösliche Gruppe: Mg2+

Andere Kationen der löslichen Gruppe wie K+, NH4+ und Na+ werden aus der Urprobe nachgewiesen (z. B. durch Flammenfärbung etc.).
Innerhalb einer Gruppe nutzt man teils sehr kleine Unterschiede in den chemischen Eigenschaften der Fällungsformen zur Auftrennung aus. Diese Unterschiede können beispielsweise in unterschiedlichen Löslichkeiten oder unterschiedlichem Redoxverhalten bestehen. Nach der Auftrennung der Kationen innerhalb einer Gruppe werden spezifische Einzelionennachweise durchgeführt.
Da viele Nachweise empfindlich gegenüber Fremdionen sind, muss auf eine quantitative Fällung geachtet werden, um ein Verschleppen in die nächste Analysegruppe zu vermeiden. Quantitative Fällung (von der gefällten Spezies darf nach Möglichkeit keine Restkonzentration in der Lösung verbleiben) ist nur möglich bei genauem Einhalten der Reaktionsbedingungen (pH-Wert usw.). An vielen Stellen des Trennungsgangs muss eine Überprüfung der Vollständigkeit der Fällung durchgeführt werden, bevor weitergearbeitet werden kann.

## Die einzelnen Gruppen

### Die Silbergruppe
Ag+, Hg22+ und Pb2+ werden mit verdünnter HCl als Chloridsalze gefällt (AgCl, Hg2Cl2, PbCl2).
PbCl2 hat das größte Löslichkeitsprodukt der drei Salze, es löst sich schon durch bloßes Erwärmen. Der Niederschlag wird daher in H2O aufgenommen, erwärmt und abfiltriert. Im Filtrat wird Pb2+ durch Wiederabkühlen als PbCl2 nachgewiesen (Kennzeichen: feine weiße Nadeln). Als weitere Nachweise für Pb2+ dienen die gelben Niederschläge mit CrO42− und I−.
Der im Filter verbliebene weiße Niederschlag von AgCl und Hg2Cl2 wird mit NH3 versetzt. Dabei geht Ag+ als Silberdiamminkomplex [Ag(NH3)2]+ in Lösung. Ein Wiederausfällen von AgCl nach dem Ansäuern mit HCl zeigt Silber an. Auch gelbliches AgI mit I− Lösung gilt als Silbernachweis.
Das im Filter verbliebene Hg2Cl2 wird bei der NH3-Zugabe disproportioniert. Es bildet sich eine schwarze Mischung aus Hg(NH2)Cl und elementarem Hg. Dies gilt als Hg-Nachweis.

### Die Calciumgruppe
Nach dem Fällen der Silbergruppe wird der Überstand für die Fällung der Calciumgruppe (Ca2+, Sr2+, Ba2+) verwendet. Durch Zugabe von verdünnter H2SO4 werden die Kationen als weiße Sulfate gefällt: BaSO4, SrSO4, CaSO4. Ein Teil des Niederschlags kann im Mikroskop auf charakteristische CaSO4-Nadeln (Gips) untersucht werden. Da die Sulfate schwer löslich sind, müssen sie für die weitere Auftrennung durch einen Überschuss an Na2CO3 (Sodaaufschluss) in die entsprechenden Carbonate umgewandelt werden: BaCO3, SrCO3, CaCO3. Die Carbonate werden anschließend in Essigsäure CH3COOH gelöst.
Die essigsaure Lösung wird nun mit CrO42−-Lösung versetzt. Durch das pH-abhängige Chromat/Dichromat-Gleichgewicht ist in der sauren Lösung die Konzentration an CrO42− so gering, dass nur BaCrO4 ausfällt. Sr2+ und Ca2+ bleiben in Lösung. Der BaCrO4-Niederschlag gilt bereits als Nachweis für Ba2+. Zusätzlich kann noch nach dem Lösen in HCl auf grüne Flammenfärbung getestet und die Wiederfällung als Sulfat mit H2SO4 durchgeführt werden.
Das in der Lösung verbliebene Sr2+ wird nachher durch Erhöhung des pH-Werts (erreicht durch NH3-Zugabe), welche die CrO42−-Konzentration steigen lässt, ebenfalls als Chromat abgetrennt. Ca2+ bleibt weiterhin in Lösung. Sr2+ kann dann durch die karminrote Flammenfärbung nachgewiesen werden.
Ca2+ wird schließlich in perchloressigsaurer Lösung mit C2O42− als CaC2O4 gefällt. Als Nachweise dienen die ziegelrote Flammenfärbung und die charakteristischen büschelartigen Gipsnadeln von CaSO4.
Nach dem Auflösen der Carbonate in Essigsäure kann ein kombinierter Test auf Sr2+ und Ba2+ durchgeführt werden. Beide Kationen geben mit Natriumrhodizonat auf einem Filter einen braunroten Niederschlag. Rührt der Niederschlag von Sr2+ her, so verschwindet er durch einen Tropfen HCl, der Bariumniederschlag wird bei der Säurebehandlung rosarot.

### Die Kupfer/Zinn-Gruppe
In die schwefelsaure Restlösung der Calciumgruppe wird nun H2S eingeleitet.
Aufgrund der pH-abhängigen S2−-Konzentration fallen nur die schwererlöslichen Sulfide von Cu2+, Hg2+, Bi3+, Sb3+ und Sn2+ aus.
Die später ebenfalls mit H2S zu fällende Zink-Gruppe bleibt in Lösung.
Aufgrund der Farbe der Sulfide können schon erste Schlüsse auf anwesende Kationen gezogen werden.
- CuS, HgS und Bi2S3 sind schwarz,
- CdS ist gelb,
- SnS ist braun und
- Sb2S3 ist orange.

Als Nächstes folgt die Abtrennung der Zinngruppe (mit Sb3+ und Sn2+) von der Kupfergruppe (Cu2+, Hg2+, Bi3+). Die Abtrennung erfolgt durch das Ausnutzen des amphoteren Charakters der Ionen der Zinngruppe. Sie gehen bei Behandlung mit KOH als Oxo- und Thiokomplexe in Lösung. Die Lösung wird vom Niederschlag der Kupfergruppe getrennt, durch abermaliges ansäuern fallen Sb2S3 und SnS wieder aus.
In einem Überschuss an HCl lösen sich Sb2S3 und SnS durch Bildung der Chlorokomplexe [SbCl4]− und [SnCl6]2−. Diese Lösung wird in zwei Teile geteilt. Der erste Teil wird mit C2O42−-Lösung behandelt, um Zinn als stabilen Sn(C2O4)32− in Lösung zu halten. Mit H2S wird das orange Sb2S3 gefällt. Die orange Farbe des Niederschlags ist ein Sb3+-Nachweis. Der zweite Teil der Lösung wird mit metallischen Eisen (z. B. einem Nagel) versetzt. Sb3+ wird durch Fe zum metallischen Sb reduziert und ist als schwarzer Überzug erkennbar. Sn(IV) wird zu Sn(II) reduziert. Als Nachweis für Sn2+ wird die Lösung mit Hg2+ versetzt, dieses wird durch Sn2+ zu Hg22+ reduziert und bildet mit den Cl−-Ionen der Lösung das weiße Hg2Cl2 (Kalomel). Zinn kann auch mit der Leuchtprobe nachgewiesen werden.
Die nach dem Lösen der Zinngruppe verbliebenen Sulfide HgS, CuS und Bi2S3 werden mit HNO3 behandelt. Cu2+ und Bi3+ gehen dabei oxidativ in Lösung. HgS bleibt zurück. Die Cu2+/Bi3+-Lösung wird mit NH3 behandelt. Cu2+ bildet dabei den intensiv blauen Kupfertetramminkomplex [Cu(NH3)4]2+ (=Nachweis!). Bi3+ fällt als weißes Bi(OH)3 aus. Der Niederschlag wird abzentrifugiert und auf Bismut geprüft. In HCl gelöst bildet er mit Diacetyldioxim einen gelben Niederschlag. Das verbliebene HgS wird oxidativ mit 30%igem H2O2 in salzsaurer Lösung gelöst und der Amalgamnachweis durchgeführt. Der Nachweis für Zinn durch Kalomelniederschlag ist auch ein Hg-Nachweis.

### Die Eisengruppe
Aus dem Überstand der Kupfer/Zinn-Gruppe werden die Ionen der Eisengruppe (Fe3+, Al3+, Cr3+) mit NH3 als Hydroxide gefällt. Auch hier kann die Farbe des Niederschlags als Hinweis dienen. Fe(OH)3 ist rotbraun, Cr(OH)3 ist graugrün, Al(OH)3 ist weiß.
Durch die Behandlung mit NaOH (oft aus der leicht sauren Lösung durch plötzliche pH-Erhöhung als alkalischer Sturz durchgeführt) geht das amphotere Al(OH)3 als Aluminatkomplex [Al(OH)4]− in Lösung. Durch Wiederansäuern fällt das Hydroxid wieder aus. Jetzt können die Einzelionennachweise für Aluminium durchgeführt werden: Al3+ gibt in essigsaurer Lösung mit Alizarin S einen roten Niederschlag; mit Eriochromcyanin kommt es zu einer Violettfärbung.
Das gefällte Hydroxid wird für eine Leuchtprobe gewaschen und anschließend mit festen KOH und wenig Wasser erhitzt, bis das KOH vollständig gelöst ist. Der Inhalt des Reagenzglases wird zentrifugiert und das Filtrat mit Eisessig angesäuert. Zugabe von in Ethanol gelöstem Morin löst eine starke Grünfluoreszenz aus, die unter UV-Licht sehr gut zu erkennen ist. Zugabe von NaF oder HCl konz. löscht die Fluoreszenz. Auch aus der Analysensubstanz heraus recht zuverlässig, leichte Störung durch Zink möglich.
Chrom wird vom restlichen Niederschlag durch Oxidation zu CrO42− mit H2O2 getrennt. Die gelbe Lösung wird mit Ba2+ oder Pb2+ versetzt. Ein gelber Niederschlag dient als Nachweis.
Das verbleibende Eisen wird nun in Säure gelöst und mittels einer Rhodanid-Lösung als blutrotes Innerkomplexsalz [Fe(SCN)3] nachgewiesen. Zusätzlich gibt es den Nachweis mit K4[Fe(CN)6], mit Fe3+ entsteht farbintensives Berliner Blau.

### Die Zinkgruppe
Die nach der Fällung der Eisengruppe vorliegenden Ionen der Zinkgruppe Co2+, Ni2+, Mn2+, Zn2+ werden im alkalischen Milieu mit H2S als CoS (schwarz), NiS (schwarz), MnS (fleischfarben) und ZnS (weiß) gefällt. Lässt man den Niederschlag einige Minuten stehen, so werden CoS und NiS in eine Konfiguration mit niedrigerer Löslichkeit umgewandelt. Daher gehen sie bei Säurebehandlung im Gegensatz zu MnS und ZnS nicht in Lösung.
Der bestehen gebliebene Niederschlag von Cobalt und Nickel wird nun oxidativ mit 30%igem H2O2 gelöst (Oxidation des S2− zum SO42−). Co2+, Ni2+ sind nun wieder in Lösung. Cobalt wird mit Rhodanidlösung als in Butanol extrahierbarer blauer Komplex Co(SCN)2 nachgewiesen. Nickel gibt mit Diacetyldioxim einen roten, voluminösen Niederschlag.
Die in Lösung befindlichen Mn2+- und Zn2+-Ionen werden mit NaOH und H2O2 zu MnO(OH)2 (Braunstein) oxidiert, beziehungsweise als Zn(OH)42− in Lösung gehalten. MnO(OH)2 wird mit PbO2 zu MnO4− (Permanganat) oxidiert. Die starke Violettfärbung des MnO4− weist Mn2+ nach. Aus der Zincatlösung wird mit H2S wieder weißes ZnS gefällt, dieses in H2SO4 gelöst. Mit K4[Fe(CN)6] wird ein schmutzig-weißer Niederschlag gebildet. Zn2+ kann auch mit Co2+ oder Cu2+ und Hg(SCN)42− als blauer oder violetter Mischkristall nachgewiesen werden.

### Lösliche Gruppe
Als einziges Kation aus der löslichen Gruppe wird Mg2+ am Schluss des Trennungsgangs nachgewiesen. Es wird mit NaOH (pH>10) als Mg(OH)2 zur Fällung gebracht und dann als Mg(NH4)PO4 nachgewiesen. Mg2+ kann auch mit Titangelb und NaOH als roter Farblack oder mit Chinalizarin und NaOH durch Blaufärbung nachgewiesen werden.

## Hinweise
H2S ist ein giftiges Gas, mit dem vorsichtig umzugehen ist. Heutzutage werden die für den Trennungsgang benötigten S2−-Ionen auch in situ erzeugt, zum Beispiel mit Hilfe von teurem Thioacetamid.